# ナンダ・デヴィ国立公園と花の谷国立公園
ナンダ・デヴィ国立公園と花の谷国立公園（ナンダ・デヴィこくりつこうえん と はなのたにこくりつこうえん）は、インド北部、ウッタラーカンド州の2つの国立公園を対象とするUNESCOの世界遺産リスト登録物件である。まず1988年にインド第2の高峰ナンダ・デヴィを含むナンダ・デヴィ国立公園が、その自然美と生物多様性を評価されて単独で登録され、2005年にその価値を強化するものとして花の谷国立公園へと範囲が拡張された。また、この2つの国立公園を核心地域（コア・エリア）とする生物圏保護区が、ナンダ・デヴィ生物圏保護区である。

## 登録経緯
1988年の第12回世界遺産委員会で、ナンダ・デヴィ国立公園がまず単独で審議された。自然遺産の諮問機関である国際自然保護連合 (IUCN) は「登録」を勧告していた物件であり、委員会審議で正式に登録が認められた。その登録名は国立公園の名前がそのまま使われ、「ナンダ・デヴィ国立公園」となった。
その主たる登録理由は、山岳の自然美と、絶滅の恐れのある哺乳類の生息地であることだったが、これを補強するものとして、花の谷国立公園が追加で申請された。IUCNは花の谷国立公園がナンダ・デヴィ国立公園の価値を強化するものとして認め、拡大の承認を勧告した。それを踏まえた2005年の第29回世界遺産委員会では、拡大が承認されるとともに、登録名が現在の名称になった。

### 登録名
世界遺産としての正式登録名はNanda Devi and Valley of Flowers National Parks およびParcs nationaux de Nanda Devi et de la Vallée des fleurs である。その日本語名は以下のように若干の揺れが見られる。
- ナンダ・デヴィ国立公園と花の谷国立公園 - 世界遺産検定事務局[6]ほか[7]
- ナンダ・デヴィ国立公園及び花の谷国立公園 - 日本ユネスコ協会連盟[5]
- ナンダ・デヴィ国立公園とフラワーズ渓谷国立公園 - 古田陽久・古田真美[8]

### 登録基準
この世界遺産は世界遺産登録基準のうち、以下の条件を満たし、登録された（以下の基準は世界遺産センター公表の登録基準からの翻訳、引用である）。
- (7) ひときわすぐれた自然美及び美的な重要性をもつ最高の自然現象または地域を含むもの。
- (10) 生物多様性の本来的保全にとって、もっとも重要かつ意義深い自然生息地を含んでいるもの。これには科学上または保全上の観点から、すぐれて普遍的価値を持つ絶滅の恐れのある種の生息地などが含まれる。

ナンダ・デヴィ国立公園のみの時点での基準も (7) と (10) であり、拡大登録の前後で適用された基準に変化はない。

## 構成資産
世界遺産登録名が示すとおり、この資産は面積 62,460 haのナンダ・デヴィ国立公園 (Nanda Devi National Park, ID335-001) と面積 8,750 ha の花の谷国立公園 (Valley of Flowers National Park, ID335-002) の2つの国立公園から成り立っており、51万 ha 余りの緩衝地域には、2つの国立公園を繋ぐ地域が含まれる。世界遺産遺産登録地域と緩衝地域を合わせた範囲は、2004年に成立した生物圏保護区であるナンダ・デヴィ生物圏保護区の範囲と一致する。なお、互いの国立公園は23 km 離れている。

### ナンダ・デヴィ国立公園

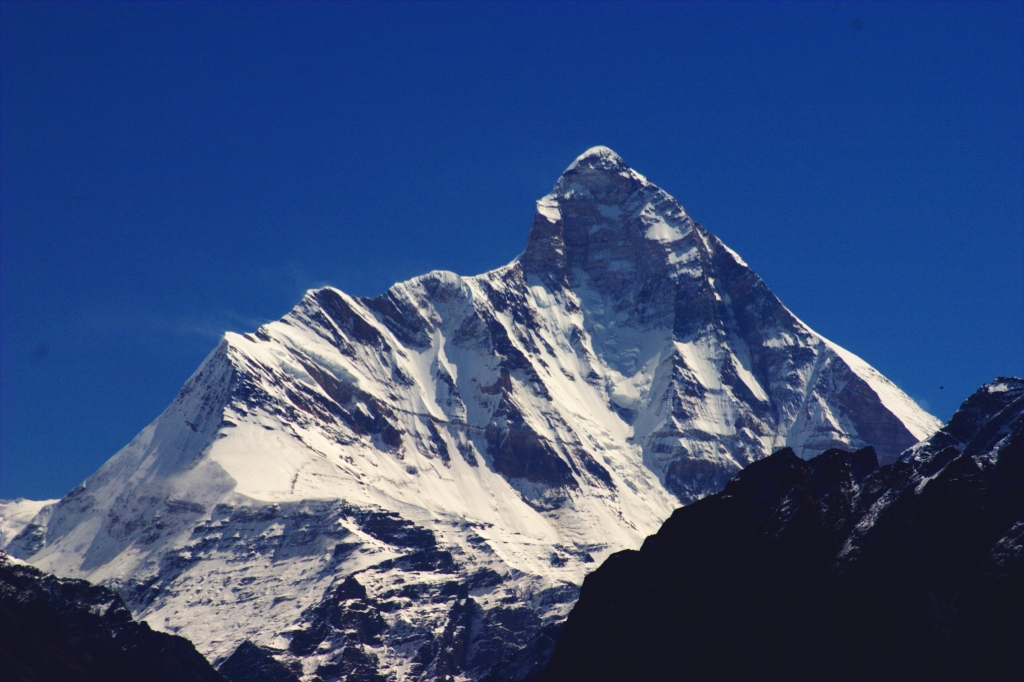
ナンダ・デヴィ

ナンダ・デヴィ国立公園は、インド第2の高峰ナンダ・デヴィ（標高 7,817 m）を擁する国立公園である。その前身はナンダ・デヴィ猟鳥獣保護地域 (Nanda Devi Game Sanctuary) で、1939年1月7日に設定されたこの自然保護区はヒマラヤ山脈の保護区の中では最古とされる。1980年に国立公園となることが決まり、当初は「サンジャイ・ガーンディー国立公園」となる予定だったが、1982年11月6日に現在の名称で正式に発足した。
ナンダ・デヴィはサンスクリット語で「祝福された女神」の意味で、ヒンドゥー教の聖なる山として崇拝の対象ともなってきた。21世紀現在でもガルワールとクマーウーンを含むウッタラーカンド州全域の寺院では、毎年儀式にのっとって定められた日付にナンダ・デヴィ祭（ナンダー・デーヴィー・ジャート）が行われる。祭りは女神ナンダーの里帰りを表現する儀式に始まり、夫（シヴァ）の待つ家に戻る儀式で最高潮に達する。また、ウッタラーカンド州に伝わる伝説によれば、ガルワール王の領地で12年に一度、4本角の雄羊が誕生し、ガルワールからトリシュル峰まで行く巡礼を先導するとされている。この巡礼の祭り、ナンダー・デーヴィー・ラージ・ジャートは、12年に一度、8月から9月初旬にかけて、21日間にわたって行われ、何千人もの参加者は、女神が夫の住むところまで行く道のりを、巡礼により追体験する。標高 5,000 m を超える雪原の巡礼路の途中には「死の小径（Jyumra Gali）」という別名のある垂直に切り立った崖に作られた道や、湖水から何百体分もの人骨が発見されたループクンド湖があり、これらすべてがナンダ・デヴィ国立公園の園内に位置する。
ナンダ・デヴィ国立公園の標高は2,000 m 前後から 7,817 m に至る。針葉樹林帯などのほか、氷河、モレーンや雪原の見られるその地形には、ジャコウジカ（シロハラジャコウジカ）、ヒマラヤタール、ハヌマンラングールなどが棲息し、少なくとも14種の哺乳類、578種の鳥類が確認されている。棲息する哺乳類のうち、ユキヒョウは絶滅危惧種、ツキノワグマは危急種である。
標高の高い地域から順に段階的に入山が制限されてきたが、1983年以降は、学術研究以外での国立公園内への立ち入りは出来なくなっている。

### 花の谷国立公園

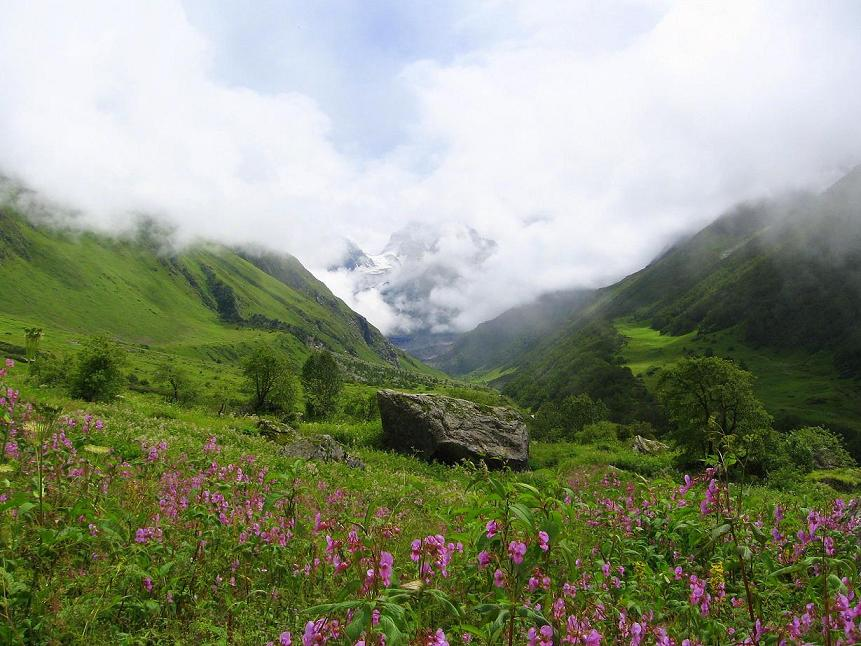
花の谷

花の谷国立公園は1982年9月6日に設立された国立公園である。国立公園は標高3,350 mから6,708 mの地形で形成されており、「花の谷」は1931年に発見された渓谷につけられた通称である。この名前は、発見者の登山家であるフランク・スマイスが著書で用いたことで、広く知られるようになった。
この国立公園は21%が草原、6%が森林となっているが、残りは万年雪と氷に覆われている。雪解け水が供給される標高3,500m付近の渓谷には多くの花が咲いており、その種類は600種といわれる。棲息しているのはユキヒョウ、ヒマラヤタール、スマトラカモシカ（危急種）、ヒグマ、キエリテン、バーラルなどである。